# Clofibrat
Clofibratul este un medicament hipolipemiant din clasa fibraților, fiind utilizat în tratamentul anumitor tipuri de dislipidemii. Calea de administrare disponibilă este cea orală.
Molecula a fost patentată în 1958 și a fost aprobată pentru uz medical în anul 1963. A fost retras din unele țări în anul 2002, datorită efectelor adverse.

## Utilizări medicale
Clofibratul este utilizat în tratamentul unor dislipidemii, precum:
- hipertrigliceridemie severă
- Hiperlipidemie primară combinată